# Bataille de Wadi Barada
Guerre civile syrienne
Batailles
La bataille de Wadi Barada a lieu du 23 décembre 2016 au 29 janvier 2017 pendant la guerre civile syrienne dans la vallée du Barada à une vingtaine de kilomètres au nord-ouest de Damas en Syrie.

## Prélude

Position de la poche de Wadi Barada, au nord-ouest de Damas.
Zones contrôlées par le régime syrien et ses alliés
Zones contrôlées par les rebelles
Zones contrôlées par les rebelles sous cessez-le-feu
Zone contrôlée par l'État islamique
Zones contestées

Le 23 décembre 2016, l'armée syrienne lance une offensive sur la vallée de Wadi Barada, à 18 kilomètres au nord-ouest de Damas. L'objectif des loyalistes est de s'emparer des villes de Wadi Barada et Aïn al-Fijé, afin de contrôler leurs deux réservoirs d’eau potable qui alimentent 65 à 70 % de la population de Damas,. Entre 4 et 5,5 millions d'habitants de Damas et de ses banlieues sont alors privés d'eau potable depuis fin décembre selon l'ONU qui indique que « les agences gouvernementales ont mis en place un programme de rationnement et de distribution d’eau », mais les habitants de Damas doivent « s'approvisionner auprès de vendeurs privés dont les prix et la qualité de l’eau ne font l'objet d'aucune réglementation »,. Le 25 décembre, le régime accuse les rebelles d'avoir pollué les sources avec du carburant diesel afin de déclencher la coupure de l'approvisionnement en eau de la capitale,. Les rebelles démentent en expliquant qu'ils seraient les premiers à en faire les frais d'un empoisonnement de la source. En revanche, l'émir du Front Fatah al-Cham à Wadi Barada reconnaît la responsabilité de son groupe dans l'interruption de l’approvisionnement de Damas en eau potable depuis le 22 décembre. Auparavant, les insurgés avaient utilisé à plusieurs reprises les coupures d'eau comme moyen de pression pour empêcher les forces du régime de les attaquer,. Le 27 décembre, selon des habitants et des rebelles, des frappes aériennes détruisent la principale station de pompage de la source d'Aïn al-Fijé, tuent 14 civils et endommagent une clinique et une unité de la Défense civile syrienne. Le 5 janvier, Jan Egeland, le chef du groupe de travail de l'ONU sur l'aide humanitaire en Syrie, déclare que « le sabotage et la privation d'eau sont évidemment un crime de guerre », mais juge qu'il est difficile d'établir lequel des deux camps est responsable de la situation.
Cependant, dans un rapport publié le 15 mars 2017, la commission d'enquête de l'ONU tranche et affirme que les privations en eau subies par la population de Damas sont dues aux bombardements menés « intentionnellement » et « à de multiples reprises » par les forces aériennes syriennes contre la principale source de la vallée de Wadi Barada, Al-Fijah, dès le 23 décembre. La commission d'enquête réfute également les accusations du régime syrien contre les rebelles et affirme qu'« aucune partie n’a intentionnellement contaminé l’eau ». Elle indique que les destructions causées par les frappes aériennes menées par les forces de Damas ont été « excessivement disproportionnées par rapport à l’avantage militaire attendu ou obtenu » et que les bombardements menés contre des installations civiles équivalent à « un crime de guerre ».

## Forces en présence
L'offensive est menée par l'armée arabe syrienne — avec notamment des unités des 104e et 105e brigades de la Garde républicaine, la 3e division blindée, la 42e brigade de la 4e division blindée commandée par le général Maher el-Assad, la Brigade du Bouclier du Qalamoun — et par le Hezbollah,,,. Selon le média pro-régime Al-Masdar News, 4 000 soldats et miliciens sont engagés dans les combats côté loyaliste début janvier, puis 5 000 fin janvier. Du côté des rebelles, plusieurs groupes sont affiliés à l'Armée syrienne libre — avec le Liwa Ahel al-Cham, les Kataeb Ahel al-Cham, le Liwa al-Qadissiya, Jaych al-Tahrir al-Cham, Abdal Asham — les autres sont Jaych al-Islam,, Ahrar al-Cham, et le Front Fatah al-Cham. La présence du Front Fatah al-Cham à Wadi Barada est niée par Jaych al-Islam, mais confirmée par l'OSDH, qui précise cependant que ce groupe est minoritaire,. Selon Charles Lister, chercheur américain au Middle East Institute (en), la présence du Front Fatah al-Cham est marginale, avec seulement une trentaine de combattants.

## Déroulement

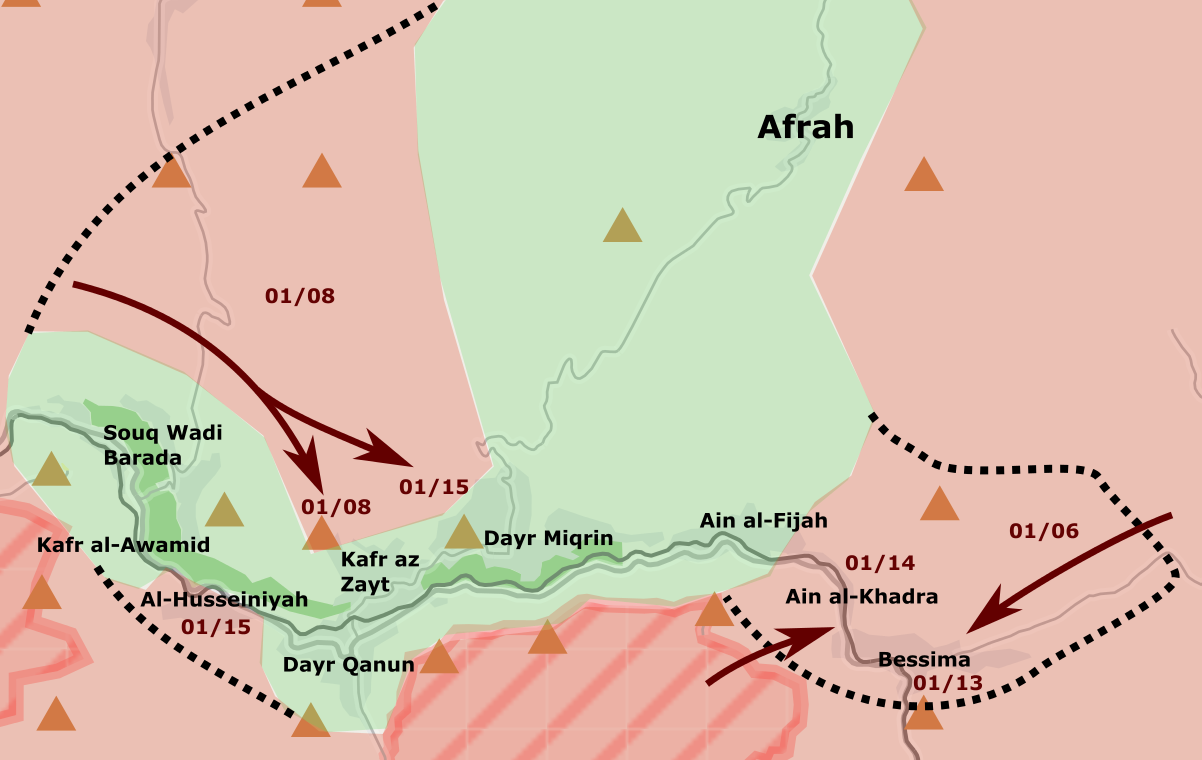
Carte de l'offensive du régime syrien sur Wadi Barada.
Zones contrôlées par le régime syrien et ses alliés
Zones contrôlées par les rebelles

La vallée de Wadi Barada est encerclée par le régime. La zone, peuplée par environ 100 000 à 150 000 habitants, comprend les villes de Wadi Barada et Aïn al-Fijé et une dizaine de villages,. Le 26 décembre, les combats se concentrent dans le village de Bassimeh, au sud-est, où les troupes loyalistes tentent de faire une percée pour pénétrer dans la poche rebelle.
Le 29 décembre, la Russie et la Turquie annoncent l'instauration d'un nouveau cessez-le-feu dans l'ensemble de la Syrie. Reconnu par le régime de Damas et une partie de l'opposition, il entre en vigueur dans la nuit du 29 au 30 décembre,,. Pourtant, le 30 décembre, les bombardements du régime et les combats entre les loyalistes et les rebelles se poursuivent dans la zone de Wadi Barada. Le 2 janvier, les rebelles de Wadi Barada publient un communiqué dans lequel ils appellent « les parrains de la trêve à assumer leurs responsabilités et à mettre la pression sur le régime et ses milices alliées pour qu'ils cessent leurs violations flagrantes de l'accord », et dans le cas contraire appellent « toutes les factions rebelles opérant en Syrie à désavouer l'accord et à enflammer les fronts » en solidarité avec Wadi Barada,. Le 3 janvier, une dizaine de groupes rebelles — dont Jaych al-Islam, Faylaq al-Rahman, Jaych al-Ezzah et la Division Sultan Mourad — accusent le régime de violer le cessez-le-feu en poursuivant ses attaques contre Wadi Barada et annoncent qu'ils suspendent toute discussion liée aux pourparlers de paix prévus à Astana, au Kazakhstan,. Le régime syrien justifie quant à lui son offensive par la présence à Wadi Barada du Front Fatah al-Cham, exclu de l'accord de cessez-le-feu,. Ce dernier groupe est opposé à la trêve et va jusqu'à accuser d'autres groupes rebelles de « trahison ».
Le 2 janvier, les forces du régime arrivent aux portes d'Aïn al-Fijé. Cependant les rebelles résistent toujours à Bassimeh.
Le matin du 7 janvier, une trêve est conclue par les belligérants par le biais de négociateurs russes et de notables de la région. L'accord prévoit l'entrée d'équipes de maintenance à la source d'Aïn al-Fijé pour réparer les dégâts,. Mais le 9 janvier, Bachar el-Assad déclare qu'il rejette toute trêve à Wadi Barada et les combats reprennent. Le 13 janvier, des techniciens gouvernementaux entrent dans le secteur de Wadi Barada et commencent les travaux pour rétablir l'alimentation en eau à Damas. Le gouverneur de la province, Alaa Ibrahim, déclare que les opérations militaires ont été arrêtées.
Mais le 14 janvier, le chef du comité des négociations dans la région, Ahmad al-Ghadbane, un officier à la retraite, est tué par des hommes armés alors qu'il accompagnait les équipes de maintenance à Wadi Barada. Les deux camps s'accusent mutuellement d'être responsables de l'assassinat et la nuit suivante, les combats reprennent entre les hommes du Hezbollah et les rebelles. Les loyalistes reprennent alors leur offensive et s'emparent le 15 janvier des villages d'Aïn al-Khadra et de Husseiniya. Le même jour, au moins neuf civils sont tués et 20 blessés par des bombardements sur le village de Deir Qanoun. Les forces pro-Assad assiègent ensuite Wadi Barada et encerclent Aïn al-Fijé.
Le 26 janvier, selon le média pro-régime Al-Masdar News, 2 600 rebelles de Wadi Barada ont déposé les armes ou ont accepté d'être évacués avec leurs familles vers le gouvernorat d'Idleb et 500 insurgés armés sont encore sur place. Le 28 janvier, l'armée syrienne et le Hezbollah entrent dans la ville d'Aïn al-Fijé et prennent le contrôle de ses sources d'eau, après la conclusion d'un accord avec les rebelles. Les premiers travaux de réparation et d'entretien reprennent aussitôt. Le lendemain, l'armée syrienne affirme avoir totalement reconquis la vallée de Wadi Barada. Le choix est laissé aux rebelles, qui contrôlaient la région depuis 2012, de déposer les armes ou d'être évacués vers le gouvernorat d'Idleb. Selon RFI, 1 200 combattants locaux de l'Armée syrienne libre auraient accepté de rester dans leurs villages en intégrant les Forces de défense nationale. Le 29 janvier, plusieurs centaines de rebelles commencent à être évacués en bus avec leurs familles vers la province d'Idleb,. Un activiste originaire de la région déclare à L'Orient-Le Jour que l'opération concerne 2 100 personnes, dont 700 combattants.